# 扇形游仆虫
扇形游仆虫是一种中等大小的海洋纤毛虫，屬旋毛綱下毛亞綱。
细胞体長約70-90微米，寬30-45微米，高15-20微米，有10個前腹環，5個橫向環，通常有4個尾環，一個單型背環，以及一個C形的巨核，有一個能扭曲的觸角延伸，在細胞的前端有一個微核。以每秒550微米的平均速度沿著螺旋軌跡游泳。

## 實驗室貢獻
扇形游仆虫其18SDNA測序和形態學識別，對於生物生態、環境生態等相關實驗經常作出有成果的貢獻。